# Сибирско-Уральская научно-промышленная выставка (1887)

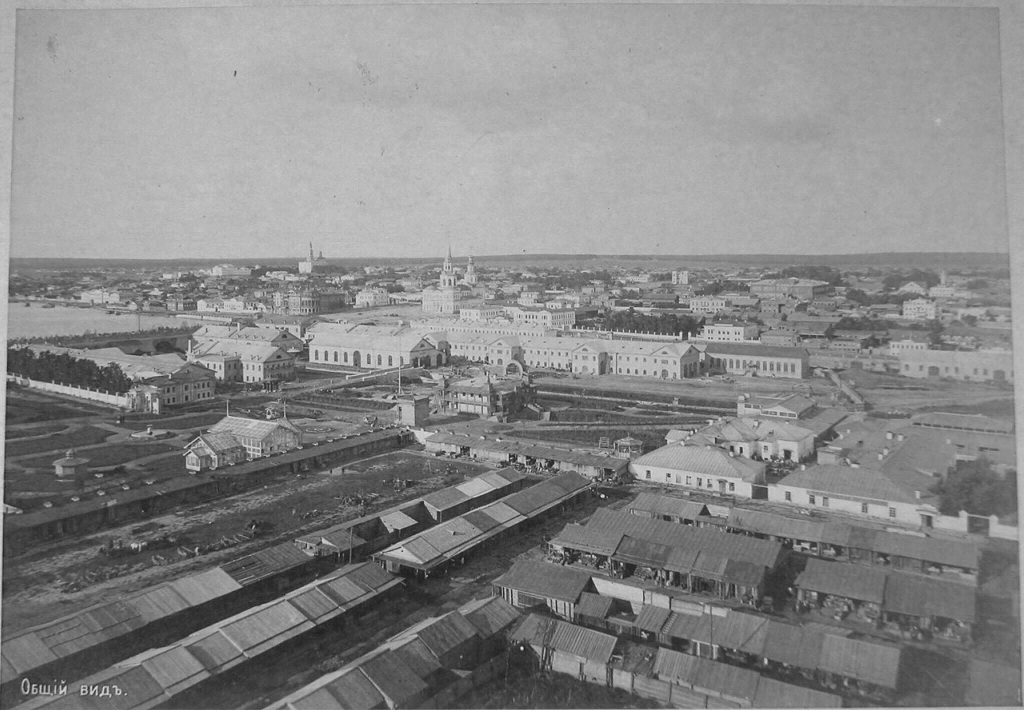
Общий вид павильонов. Вверху видны Екатерининский собор и Дом Севастьянова

Сибирско-Уральская научно-промышленная выставка 1887 года — выставка, организованная в Екатеринбурге в 1887 году Уральским обществом любителей естествознания (УОЛЕ).
Выставка проводилась с 14 июня по 15 сентября и объединила 3839 участников. После проведения выставки значительная часть экспонатов была подарена участниками музею УОЛЕ.

## История
Подготовка к выставке шла в течение трёх лет. В ней активное участие приняла екатеринбургская городская Дума. Организаторы вдохновлялись Всероссийской промышленно-художественной выставкой 1882 года в Москве. Восьмидесятые годы XIX столетия ознаменовались проведением ряда крупных губернских и областных промышленных и сельскохозяйственных экспозиций. Сибирско-Уральская выставка отличалась серьёзным и тщательно продуманным тематическим планом, так как устроители хорошо ознакомились с обширным опытом отечественного и мирового выставочного дела.
Основной задачей выставки было знакомство русского общества с промышленностью и культурой Урала и Сибири.
Торжественное открытие состоялось 14 июня в присутствии великих князей Михаила Николаевича и Сергея Михайловича, пермского губернатора В. В. Лукошкова, епископа Екатеринбургского и Ирбитского Нафанаила, представителей правительственных учреждений, депутатов от городов и земств, делегатов от железных дорог, заводов и волостей, членов УОЛЕ и других общественных организаций, а также экспонентов.
Включала 11 отделов:
- 1. Естественно-исторический
- 2. Географический
- 3. Антропологическо-этнографический
- 4. Горная и горнозаводская промышленность
- 5. Предметы заводской, фабричной и ремесленной промышленности
- 6. Кустарная промышленность
- 7. Сельское хозяйство, лесоводство, садоводство, огородничество, охота и рыболовство
- 8. Ввозные товары
- 9. Художественный
- 10. Сибирский
- 11. Учебный

Кроме того, был ещё Железнодорожный отдел, который самостоятельно организовали управления Уральской горнозаводской и Екатеринбурго-Тюменской железных дорог на правах владельцев выставочной территории, поэтому он в программу и каталог выставки не входил.
Экспозиция разместилась в пустовавших железнодорожных мастерских и помещениях гранильной фабрики в центре Екатеринбурга (ныне здесь Исторический сквер). Проект планировки территории выполнил пермский губернский инженер Р. О. Карвовский, общее архитектурно-художественное решение выставки создано городским архитектором С. С. Козловым. Было возведено несколько временных зданий, среди которых самыми большими были павильоны Сибири и садоводства (последний имел стеклянную скатную крышу).
Ряд участников развернули экспозиции в собственных павильонах: Камско-Воткинский завод, компания «Галле & Дитрих», машиностроительный завод братьев Коробейниковых, колокололитейное заведение Оловяшникова, московский парфюмер Келлер и т. д. Был также построен двухэтажный ресторан. Территорию украсили фонтан, флагштоки и многочисленные цветники.
Гордостью устроителей выставки стали три первых научных отдела, разместившиеся в здании музея УОЛЕ. Они знакомили посетителей с природой, геологией, флорой и фауной обширного края, с историческими сочинениями об Урале, предметами материальной культуры. Наибольший интерес у публики вызвали горнозаводской и кустарный отделы.
Всего в выставке приняло участие около 4000 экспонентов из 32 губерний Российской империи. На выставку были также командированы официальные представители от правительств Германии, Швеции и Японии. На освещение мероприятия прибыли ряд иностранных журналистов.
Значительным событием для города было создание Художественного отдела, где экспонировались масляная живопись, акварели, рисунки тушью и образцы художественной вышивки 700 местных художников. К смотру приурочили проведение Передвижной выставки Императорской Академии художеств, которая открылась 28 июня в художественном отделе и вызвала всеобщее восхищение. Состояла из 114 живописных полотен И. Айвазовского, А. Боголюбова, Б. Виллевальде, В. Перова, Г. Семирадского, И. Шишкина, и 79 рисунков, а также коллекции скульптур П. Клодта. После закрытия Екатеринбургу были переданы в дар 14 картин и 9 акварелей. Тогда же возникла идея создания в городе школы рисования и лепки. Организаторам удалось значительно пополнить коллекции музея УОЛЕ, разместившегося в здании Горного ведомства, где в декабре 1888 года открылась экспозиция.
Выставка сопровождалась большой культурной программой. За три месяца город посетило несколько драматических и музыкальных актёрских трупп. Вечерами в городских парках и на выставочной территории играли духовые оркестры, по воскресеньям на Верх-Исетском ипподроме устраивались велосипедные соревнования. В ходе выставки была организована благотворительная лотерея в помощь нуждающимся.

## Итоги
Памятные медали УОЛЕ в экспозиции Музея истории и археологии Урала
Выставочный комитет возглавил А. А. Миславский, членами комитета стали 40 екатеринбуржцев, среди которых О. Е. Клер, И. З. Маклецкий, В. А. Поклевский-Козелл, В. Л. Метенков. Почётным президентом выставки стал Великий князь Михаил Николаевич.
Выставка работала три месяца — с 14 июня по 15 сентября 1887 года. Её посетило более 80 тысяч человек, при том что общая численность жителей Екатеринбурга составляла около 37,3 тысяч человек. Экспертные комиссии смотра наградили 1752 экспонента. В распоряжение Выставочного комитета были предоставлены медали, похвальные листы и почётные отзывы Министерства финансов, Министерства государственных имуществ, Общества для содействия русской промышленности и торговли, Российского общества садоводства, Вольного экономического общества, Русского технического общества, УОЛЕ и других. Высшие награды присудили Верх-Исетским заводам графини Стенбок-Фермор «за отличное качество и отделку всех сортов железа и особенно кровельного» и предпринимателю Симанову И. И. «за отличное приготовление крупчатой муки и применение усовершенствованных мельничных механизмов».
Сибирско-Уральская научно-промышленная выставка 1887 года стала важным этапом в развитии промышленности, торговли и общественной жизни края и Екатеринбурга. Особое внимание устроители выставки уделяли её просветительской стороне. В «Правилах о входе на выставку» предусматривались бесплатные билеты для делегатов от волостей, направленных земствами, делегатов учёных обществ, групп учащихся в сопровождении преподавателя.
Председатель Комитета экспертов выставки П. И. Глуховский высоко оценил значение выставки и заслуги её организаторов. Он подчеркнул принципиальное отличие этого смотра от предшествующих «парадов промышленности», состоявшее в том, что УОЛЕ «первое в России придало промышленной выставке научный характер и тем самым воочию поставило науку и в сфере торгово-промышленной на подобающее ей место». Высокую оценку выставке дал писатель Д. Н. Мамин-Сибиряк: выставка стала для Урала «юбилеем первой четверти свободного века, а для Екатеринбурга, в частности, служила прекрасным подтверждением его центрального положения и открыла в будущем широкую перспективу». Он был постоянным обозревателем её и экспертом по нескольким отделам.
По итогам выставки значительная часть экспонатов была передана в музей УОЛЕ.

## Современность
В Свердловском областном краеведческом музее, который является правоопремником музея УОЛЕ, сегодня хранятся многочисленные экспонаты этой выставки, фотодокументы и переданные в дар печатные издания. В июне 2003 года в рамках празднования 280-летия города Екатеринбурга состоялось возрождение Сибирско-Уральской научно-промышленной выставки. Она была вновь организована для ознакомления с современным состоянием научных исследований Урала и Сибири, с продукцией промышленного производства этих регионов, а также устройства постоянного музея «Урал: Европа-Азия. XXI век». Основными целями выставки являются: возрождение исторических традиций научно-промышленных выставок, создание благоприятного инновационного климата в регионе, содействие насыщению рынка в регионе высококачественными товарами и услугами. Организаторами выступили администрация Екатеринбурга, городская Дума, Уральское отделение Академии наук РФ, Уральская торгово-промышленная палата, Свердловский областной Союз промышленников и предпринимателей и ряд других общественных организаций.
В июне 2007 года прошла III Урало-Сибирская научно-промышленная выставка в честь 120-летия первой выставки и 75-летия Уральского отделения РАН. Представленная 14 тематическими разделами, она стала площадкой для демонстрации достижений науки и промышленности, туризма и бизнеса российских регионов и городов. Участниками выставки стали около 700 предприятий Урала и России.